# Колдфут (Аляска)
Колдфут (англ. Coldfoot) — статистически обособленная местность в зоне переписи населения Юкон-Коюкук, штат Аляска, США.

## География
По данным Бюро переписи населения США площадь населённого пункта составляет 95,9 км², из них суша составляет 95,9 км², а водные поверхности — 0 км².

## Население
По данным переписи 2000 года население статистически обособленной местности составляло 13 человек. Расовый состав: коренные американцы — 0 %; белые — 100 %.
Из 6 домашних хозяйств в 2 — воспитывали детей в возрасте до 18 лет, 2 представляли собой совместно проживающие супружеские пары и 4 не имели семьи. 3 от общего числа семей на момент переписи жили самостоятельно. В среднем домашнее хозяйство ведут 2,17 человек, а средний размер семьи — 4,00 человек.
Средний доход на совместное хозяйство — $61 250; средний доход на семью — $42 620.

## Транспорт
Имеется небольшой аэропорт. Через Колдфут проходит шоссе Далтон (англ. Dalton Highway); расстояние по шоссе до Фэрбанкса составляет около 282 км, а до Дедхорса — 384 км.